# Canton de Clermont-Ferrand-Sud-Est
Le canton de Clermont-Ferrand-Sud-Est est une ancienne division administrative française située dans le département du Puy-de-Dôme en région Auvergne.

## Géographie
Ce canton est organisé autour de Clermont-Ferrand dans l'arrondissement de Clermont-Ferrand. Son altitude varie de 321 à 602 m pour une altitude moyenne de 358 m.
Il correspond au quartier populaire de Saint-Jacques, ainsi qu'à celui de La Chaux et des Neuf-Soleils.

## Histoire
Ce quartier a connu un développement important après-guerre, sous l'impulsion notamment de Gabriel Montpied. Création du quartier à logements sociaux, fondation du viaduc permettant de le relier au centre-ville, et bien sûr, le C.H.U.
Le canton a été créé en 1982 par scission du canton de Clermont-Ferrand-Sud en quatre autres cantons, l'un d'eux étant le canton Sud-Est, défini par « la portion de territoire de la ville de Clermont-Ferrand délimitée par l'axe des voies suivantes : à l'Ouest, la rue Étienne-Dolet (jusqu'à la ligne de chemin de fer Bordeaux – Clermont-Ferrand), la ligne de chemin de fer (jusqu'à la rue de la Rotonde), rue de la Rotonde, avenue Léon-Blum, rue des Chambrettes, rue des Meuniers, boulevard La Fayette, rue Fernand-Raynaud ; à l'Est, rue de l'Oradou, rue de la Grouzille, rue Pablo-Picasso (route nationale 9) ; au sud, par les limites communales ».
Depuis les élections départementales de 2015, le nombre de cantons dans la ville de Clermont-Ferrand a été réduit de 9 à 6. Les dénominations et périmètres des cantons de la ville sont modifiés.

## Représentation
| Période | Période | Identité                              | Étiquette | Qualité |
| ------- | ------- | ------------------------------------- | --------- | --- |
| 1982    | 2004    | Jean Maisonnet                        | PS        | Instituteur Vice-Président du conseil général                                                              |
| 2004    | 2015    | Sylvie Maisonnet (fille du précédent) | PS        | Professeur du secondaire et technique Députée-suppléante Elue en 2015 dans le Canton de Clermont-Ferrand-3 |

## Composition
| Communes         | Population (2012) | Code postal | Code Insee |
| ---------------- | ----------------- | ----------- | ---------- |
| Clermont-Ferrand | 19 508 (1)        | 63000       | 63113      |

(1) fraction de commune.

## Démographie
| 1990   | 1999   | 2006   | 2011   | 2012   |
| ------ | ------ | ------ | ------ | ------ |
| 17 468 | 17 784 | 18 213 | 19 550 | 19 508 |